# Corel Painter
Corel Painter – program do grafiki rastrowej, umożliwia odwzorowywanie tradycyjnych narzędzi malarskich i graficznych. Część funkcji obsługiwana jest tylko dzięki tabletom graficznym.

## Historia
Twórcami pierwszych wersji, na komputery Apple, byli Mark Zimmer i Tom Hedges, założyciele  Fractal Design, oraz od wersji 1.2 John Derry. Painter wywodzi się z wcześniejszych programów informatyków: ImageStudio, ColorStudio, Sketcher. W 1997 Fractal Design został w ramach fuzji z firmą Metatools, przemianowany na Metacreations. W roku 2002 Painter został sprzedany Corelowi.  

## Obsługiwane formaty
Natywnym formatem zapisu jest Corel Painter RIFF (Raster Image File Format). Painter zapisuje i otwiera typowe formaty grafiki rastrowej łącznie z formatem Photoshopa. Jednak tylko RIFF pozwala na zachowanie wszystkich specyficznych dla programu, widocznych na warstwach, efektów pędzli. Painter obsługuje wyłącznie model barw RGB z 8 bitową głębią kolorów.

## Funkcje programu
Corel Painter pozwala na malowanie za pomocą tabletu graficznego lub myszy komputerowej. 
Cyfrowe pędzle dają efekt m.in.: akwareli, farb olejnych czy kredy. Użytkownik może wybrać, na jakiej fakturze chce tworzyć (np. na teksturze płótna). Dzięki tym funkcjom powstały obraz jest zbliżony do tego wykonanego metodą tradycyjną.
Program umożliwia pracę na warstwach. 

## Wersje
- Fractal Design Painter Version 1.2 (1991-92)
- Fractal Design Painter Version 2.0 (1991-93)
- Fractal Design Painter Version 3.1 (1991-94)
- Fractal Design Painter Version 4.0 (1991-95)
- Fractal Design Painter Version 5.0 (1991-97)
- MetaCreations Painter 5.5 (1990-98)
- MetaCreations Painter Classic (1990-98)
- MetaCreations Painter 6.0 (1990-99)
- Corel Painter Classic (2000)
- Corel Painter 6.1 (2000)
- procreate Painter 7 (2001)
- procreate Painter Classic (2002)
- Corel Painter 8 (2003)
- Corel Painter IX (2004)
- Corel Painter IX.5 (2004)
- Corel Painter X (2007)
- Corel Painter 11 (2009)
- Corel Painter 12 (2011)
- Corel Painter X3 (2013)
- Corel Painter 2015 (2014)
- Corel Painter 2016 (2015)
- Corel Painter 2017 (2016)
- Corel Painter 2018 (2017)
- Corel Painter 2019 (2018)